# Orthocladius tusimoopeus
Orthocladius tusimoopeus är en tvåvingeart som beskrevs av Sasa och Suzuki 1999. Orthocladius tusimoopeus ingår i släktet Orthocladius och familjen fjädermyggor. Inga underarter finns listade i Catalogue of Life.